# Мозкові оболони
Мозкові оболони (лат. meninges) — три мембрани, які оточують головний і спинний мозки. У ссавців виділяють м'яку, павутинну і тверду оболони, при цьому щодо сукупності м'якої і павутинної вживається загальний термін «лептоменінкс» (leptomeninx). Спинномозкова рідина заключена в простір між павутинною і м'якою оболонами. Основною функцією оболон є захист центральної нервової системи.

## Назва
Латинський термін meninges (однина meninx) походить від дав.-гр. μῆνιγξ («перетинка», «мембрана»).
З початку 2000-х років рекомендують для використання в українській медичній термінології термін «мозкові оболони», для означення всіх інших (райдужної, слизових тощо) і надалі рекомендують використовувати термін «оболонки».

## Будова
Оболони головного і спинного мозку є безпосереднім продовженням одні одних, а межею між ними слугує великий отвір потиличної кістки.

### М'яка оболона
М'яка, або судинна, оболона (лат. ріа mater) — внутрішня з трьох оболон. Дуже ніжна мембрана, яка щільно прилягає до поверхні головного і спинного мозку, точно слідуючи всім нерівностям (звивинам і борознам). Складається з фіброзної тканини, покритої із зовнішньої поверхні шаром плоских клітин, що вважаються непроникними для рідини. М'яка оболона вся пронизана кровоносними судинами, які живлять головний і спинний мозок.
М'яка оболона головного мозку (лат. ріа mater encephali) безпосередньо прилягає до речовини мозку, заходить у всі борозни, покриває всі звивини. Складається вона з пухкої сполучної тканини, в якій розгалужуються численні судини, що живлять мозок. Від судинної оболони відходять тоненькі відростки сполучної тканини, які заглиблюються в масу мозку.
М'яка оболона спинного мозку (лат. pia mater spinalis) безпосередньо прилягає до мозкової речовини і утворює розташовану в передній серединній щілині передню поздовжню перегородку (лат. septum longitudinale anterior). М'яка оболона разом з мозковими судинами проникає в мозкову тканину.

### Павутинна оболона

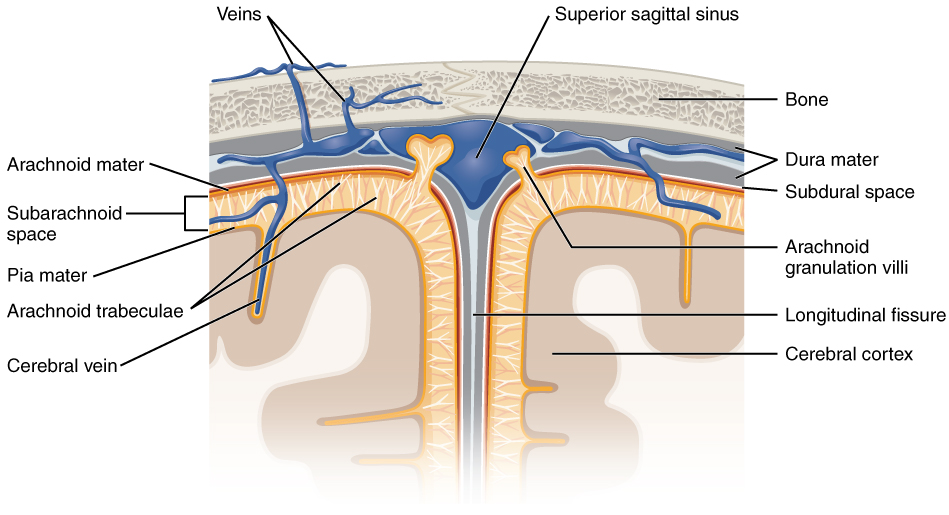
Схема розрізу верхньої частини головного мозку з оболонами і субарахноїдальним простором

Павутинна оболона (arachnoidea) — середня мозкова оболона. Тонка, напівпрозора мембрана з фіброзної тканини, покрита плоскими клітинами, і як вважається, теж непроникна для рідин.
Форма павутинної оболони не слідує в точності всім нерівностям мозкової поверхні, а виглядає радше як вільно натягнутий мішок. З павутинної оболони головного мозку йде велика кількість ворсинок (trabeculae arachnoidales), які проходять через субарахноїдальний простір і вростають у тканину м'якої оболони. Павутинна оболона переважно складається з щільно розташованих клітин без позаклітинного колагену, тому вона вважається ефективним морфологічним і фізіологічним бар'єром між субарахноїдальним простором зі спинномозковою рідиною і кровотоком у твердій оболоні.
Павутинна оболона головного мозку (arachnoidea encephali) — тоненька, напівпрозора, не має судин. Вона щільно прилягає до звивин мозку, але не заходить у борозни, внаслідок чого між судинною й павутинною оболонами утворюються підпавутинні (субарахноїдальні) цистерни (cisternae subarachnoideae), заповнені спинномозковою рідиною (liquor cerebrospinalis), за рахунок якої й відбувається живлення павутинної оболони. Найбільша мозочково-довгаста цистерна розміщена позаду четвертого шлуночка, в неї відкривається серединний отвір четвертого шлуночка; цистерна бічної ямки лежить у бічній борозні великого мозку; міжніжкова — між ніжками мозку; цистерна перехрестя — у місці зорової хіазми (перехрестя).
Павутинна оболона спинного мозку (arachnoidea spinalis) повторює форму твердої оболони і місцями міцно з нею зв'язана сполучнотканинними волокнами. Створює її тонкий, прозорий листок, з обох боків покритий ендотелієм. Між павутинною і м'якою оболонами є широкий субарахноїдальний простір (cavum subarachnoidale) заповнений спинномозковою рідиною. Цей простір особливо широкий в ділянці «кінського хвоста» спинного мозку. Краніально підпавутинний простір спинного мозку безпосередньо продовжується в однойменний простір головного мозку.

### Тверда оболона
Тверда оболона (dura mater, рідше meninx fibrosa, pachymeninx) — товста, міцна мембрана, що прилягає до черепа і хребців. У більшій частині це слабкозв'язаний, фіброеластичний шар з клітин, взаємопереплетених відростками і позбавлений позаклітинного колагену і зі значними міжклітинними просторами. Утворена щільною фіброзною тканиною, вона складається з двох шарів: ендостеального, розташованого ближче до кісток черепа, і внутрішнього менінгеального, що лежить ближче до мозку. Містить великі кровоносні судини, що розгалужуються на капіляри в м'якій оболоні. Внутрішня поверхня покрита уплощеними клітинами, аналогічними тим, що наявні на поверхнях павутинної і м'якої оболон. Тверда оболона заключає в собі ці дві оболони, оточує і підтримує венозні синуси, що несуть кров від мозку до серця.
Тверда оболона головного мозку (dura mater encephali) — окістя для внутрішньої мозкової поверхні кісток черепа. У цій оболоні спостерігається найвища концентрація больових рецепторів в організмі людини, в той час як в самому мозку больові рецептори відсутні.
Побудована ця оболона із щільної сполучної тканини, вистеленої зсередини пласкими зволоженими клітинами, що щільно зростаються з кістками черепа в ділянці його внутрішньої основи. Між твердою й павутинною оболонами є субдуральний простір, заповнений серозною рідиною.
У деяких ділянках тверда оболона головного мозку розщепляється на чотири окремі листки:
- Серп мозку (falx cerebri) — найбільший з листків, розділяє мозкові півкулі. Починається з лобового гребеня лобової кістки і півнячого гребеня і йде до внутрішнього потиличного виступа;
- Намет мозочка (tentorium cerebelli) — другий за розміром, має форму півмісяця. Відділяє потиличну частку від мозочка;
- Серп мозочка (falx cerebelli) — вертикальний листок. Лежить нижче намета мозочка, розділяючи мозочкові півкулі;
- Діафрагма сідла (diaphragma sellae) — найменший з листків, покриває передню частку гіпофіза й турецьке сідло.

Тверда оболона спинного мозку (dura mater spinalis) — мішок циліндрової форми, який вільно покриває спинний мозок. У ділянці великого потиличного отвору вона щільно зрощена з його краєм, а на рівні II поперекового хребця загострюється і переходить в кінцеву нитку твердої оболони спинного мозку (filum terminale dura mater medulla spinalis). Вона доходить до II поперекового хребця, де і прикріпляється. Між твердою оболоною і окістям хребтового каналу, яке називають зовнішнім листком твердої оболони, є значний за об'ємом надтвердооболонний (епідуральний) простір (cavum epidurale), який заповнений жировою клітковиною і венозним сплетенням. У епідуральному просторі також проходять покриті відрогами твердої оболони корінці спинномозкових нервів. Ці відроги мають вигляд рукава і зазвичай містять обидва корінці. Відроги твердої оболони, її нитка і фіброзні пучки волокон, які сполучають її передню поверхню із задньою поздовжньою зв'язкою хребта, фіксують тверду оболону в хребтовому каналі. Між внутрішньою поверхнею твердої оболони, яка покрита ендотелієм, і глибше розташованою павутиновою оболоною є вузький субдуральний простір (cavum subdurale). Тверда оболона зв'язана зі спинним мозком симетрично розташованими з боків зубчастими зв'язками (ligamenta denticulata).

### Лептоменінкс
Лептоменінкс (leptomeninx від грец. λεπτός — «тонкий») — загальна назва павутинної і м'якої оболон. Оскільки павутинна оболона з'єднана з м'якою павутинноподібними тяжами, вона є з нею структурно безперервною, тому їх виділяють в окрему структуру, відмінну від твердої оболони. Вони відповідають за виробництво простагландину D2-синтази (β-trace протеїну), що є важливим білком спинномозкової рідини.

### Міжоболонові простори

Схема розрізу спинного мозку. Субарахноїдальний простір позначений блакитним.

Субарахноїдальний простір (cavum subarachnoidale) — простір між павутинною і м'якою оболонами, заповнений спинномозковою рідиною, який продовжується в спинний мозок. Субарахноїдальні цистерни являють собою його розширення.
Якщо в порожнині черепа тверда оболона прикріплена до черепних кісток, то в порожнині хребта вона відділена від хребців простором, що називається епідуральним (cavum epidurale) і який містить жир і кровоносні судини. Павутинна оболона прикріплюється до твердої, а м'яка прилягає до нервової тканини центральної нервової системи. Під м'якою оболоною розташований субпіальний простір (cavum subpiale), який відмежовує її від межової гліальної мембрани. Між твердою і павутинною оболонами розташований субдуральний простір (cavum subdurale), пронизаний великою кількістю дрібних пучків сполучнотканинних волокон.

## Клінічне значення
Травми мозкових оболон можуть спричинити крововиливи і два види гематом:
- субарахноїдальна кровотеча (haemorrhagia subarachnoidalis) — гостра кровотеча під павутинною оболоною, може трапитися самочинно чи в результаті травми[11].
- субдуральна гематома (haematoma subduralis) — гематома між павутинною і твердою оболонами. Стається внаслідок розриву дрібних вен, які сполучують ці оболони.
- епідуральна гематома (haematoma epiduralis) — кровотеча між твердою оболоною і кістками черепа, може статися внаслідок травми чи самочинно.

Запалення мозкових оболон називається менінгітом. Залежно від локалізації виділяють лептоменінгіти (запалення м'якої і павутинної мозкових оболон) і
пахіменінгіти (запалення твердої мозкової оболони).
Менінгіома — пухлина павутинної оболони, може бути ускладненням менінгітів чи виникнути внаслідок канцероматозу мозкових оболон, пов'язаним з метастазуванням пухлинних клітин з інших тканин організму.

## В інших тварин
У риб є єдина мозкова мембрана, відома як примітивна оболона. Земноводні і плазуни мають дві оболони, а птахи і ссавці — три. На початку 1900-х років італійський анатом Джузеппе Стерці провів порівняльні дослідження оболон мозку живих істот від ланцетника до людини. Всупереч попереднім даним, оболони спинного мозку виглядали дуже простими, як у дорослих особів нижчих хребетних, так і в зародків вищих на ранніх стадіях розвитку. З мезенхіми, яка оточує нервову трубку, тільки єдиний листок утворює примітивну оболону. У наступних філогенетичних і онтогенетичних стадіях остання розділяється на внутрішній листок (вторинну оболону) і зовнішній (тверду оболону). Нарешті, у вищих хребетних вторинна оболона ділиться на павутинну і м'яку оболони. На прикладі тих самих тварин Стерці показав, що в той час як у спинному мозку тверда оболона зберігає свою первісну структуру, в порожнині черепа вона зливається з окістям. Він також продемонстрував безперервність оболон з оболонками нервів і з кінцевою ниткою спинного мозку.
У ссавців залишаються тверда оболона і вторинна, яка розділяється на павутинну і м'яку.